# Tarnobrzeg
Tarnobrzeg is een stad met 48.000 inwoners in het Poolse woiwodschap Subkarpaten. Ze ligt aan de rechteroever van de Wisła.

## Zwavelmijn
Ten zuiden van Tarnobrzeg werden in de jaren 1950 zwavelhoudende mineralen, vooral bariet, ontdekt. De ontginning daarvan in dagbouw begon in 1960 in de Machów-mijn. De activiteit werd in 1994 stopgezet en de site werd heringericht. De voormalige groeve is omgevormd in een kunstmatig meer met een oppervlakte van 4,5 km2, dat in 2010 geopend werd.

## Verkeer en vervoer
- Station Tarnobrzeg

## Partnersteden
- Banská Bystrica (Slowakije), sinds 1995

Stadsdistricten:
Rzeszów · Tarnobrzeg · Przemyśl · Krosno

Districten:
Bieszczady · Brzozów · Dębica · Jarosław · Jasło · Kolbuszowa · Krosno · Łańcut · Lesko · Leżajsk · Lubaczów ·  Mielec · Nisko · Przemyśl · Przeworsk · Ropczyce-Sędziszów · Rzeszów · Sanok · Stalowa Wola · Strzyżów · Tarnobrzeg

Grootste steden:
Dębica · Jarosław · Jasło · Krosno · Mielec · Przemyśl · Rzeszów · Sanok · Stalowa Wola · Tarnobrzeg